# Giovan Battista Angioletti
Giovan Battista Angioletti (* 27. November 1896 in Mailand; † 3. August 1961 in Santa Maria La Bruna in Torre del Greco) war ein italienischer Journalist und Schriftsteller.

## Leben
Giovan Battista Angioletti war der Sohn von Emilio Angioletti und dessen Ehefrau Giannina, geb. Camola. Er begann ein Ingenieurstudium an der Mailänder Fachhochschule für Ingenieurwissenschaften, wurde jedoch 1915 als Offizier der Artillerie einberufen. Während des Ersten Weltkrieges wurde er mehrmals verwundet und erhielt die Tapferkeitsmedaille in Bronze. Nach dem Ersten Weltkrieg gab er sein Ingenieurstudium auf und ging seiner literarischen Berufung nach, in der er journalistische Arbeit mit dem Schreiben von Belletristik verband, nachdem er bereits 1914 seine erste wöchentlich erscheinende Literaturzeitung La Terza Italia mit einer entschiedenen interventionistischen und nationalistischen Ausrichtung gegründet hatte. 1920 gründete er das Literaturmagazin Trifalco und leitete es bis 1922 und arbeitete an der Zeitschrift La Scure in Piacenza mit, deren Mitherausgeber er 1923 wurde.
Von 1929 bis 1932 war er, zusammen mit Curzio Malaparte, Mitherausgeber von L’Italia Letteraria und verlegte die Redaktion von Mailand nach Rom; nach dem Zweiten Weltkrieg war er wieder Mitherausgeber dieser Zeitung, allerdings unter dem neuen Namen Fiera Letteraria; er war auch Mitarbeiter des Corriere della Sera.
Von 1932 an hielt er sich im Ausland auf und war unter anderem bis 1935 Leiter des italienischen Kulturinstituts in Prag und von 1935 bis 1937 Dozent an der Universität Dijon und der Universität Besançon; von 1937 bis 1940 war er Rektor der Italienischkurse an der Universität Paris.
1940, während der Deutschen Besetzung Frankreichs, kam er nach Lugano in der Schweiz, um eine Reihe von Vorträgen zu halten, dort gründete er einen italienischen Literaturzirkel, sowie die literarische Seite Pagina letteraria des Corriere del Ticino und den Premio Lugano. Er verlieh hierdurch dem Tessiner Kulturleben neue Impulse, allerdings führte dies auch zur Feindschaft einiger Intellektueller, die in ihm nur einen von der faschistischen italienischen Regierung ernannten Beamten sehen wollten.
1945 wurde er wegen der Nichtverlängerung seiner Aufenthaltsbewilligung zur Rückkehr nach Italien gezwungen, wo er seine literarische Tätigkeit wiederaufnahm.
In all den Jahren im Ausland hatte er weiterhin mit Zeitungen und Zeitschriften zusammengearbeitet, darunter mit dem Corriere della Sera, L’Ambrosiano, L’Italiano und mit T. S. Eliots The New Criterion.
1946 übernahm er die Leitung der, von ihm drei Jahre lang geleiteten, Zeitschrift Fiera letteraria.
Er trug während seiner Mitarbeit von 1949 bei Rai – Radiotelevisione Italiana zur Entstehung des dritten Programms bei und leitete auch einige kulturelle Programme.
1952 war er Mitbegründer der Zeitschrift L’Approdo, die 1958, nach dreijähriger Unterbrechung, den Namen L’Approdo literario erhielt, und deren Direktor er bis zu seinem Tod war.
Er übersetzte auch Texte französischer Autoren, die ihm besonders am Herzen liegen, wie Gustave Flaubert und Voltaire.

## Mitgliedschaften
- Giovan Battista Angioletti war Sekretär der italienischen Schriftstellervereinigung Sindacato Nazionale Scrittori Italiani.
- 1958 gründete er die europäische Schriftstellervereinigung COMES (Communaute Europeenne des Ecrivains), deren Präsidentschaft er übernahm.

## Preise
- Giovan Battista Angioletti erhielt 1927 als erster Gewinner mit Il giorno del giudizio den Premio Bagutta der von einigen Mailänder Künstlern und Schriftstellern gefördert und finanziert wurde.
- 1949 gewann er mit dem Roman La memoria den Strega-Preis.
- 1960 gewann er den Viareggio-Preis mit dem Aufsatz The Great Guests.

## Schriften (Auswahl)
- La terra e l’avvenire. Piacenza 1923.
- Il giorno del giudizio. Torino 1927.
- Critiche e polemiche. Milano 1928.
- Ritratto del mio paese. Milano 1929.
- Buon veliero. Lanciano 1930.
- Gustave Flaubert, Giovan Battista Angioletti: Corrispondenza. Lanciano 1931.
- Milano. Firenze 1931.
- Servizio di guardia. Lanciano 1932.
- Amici di strada. Lanciano 1935.
- Il generale in esilio. Vallecchi, Firenze 1938.
- Le carte parlanti. Vallecchi, Firenze 1941.
- Donata. Firenze 1941.
- Il giorno del giudizio. Vallecchi, Firenze 1942.
- La fuga del leone.Casa Editrice Le Monnier Firenze 1942.
- Eclissi di luna. Vallecchi, Firenze 1943.
- L’Italia felice. Roma 1947.
- Narciso: racconti. Mondadori, Verona 1949.
- Un europeo d’Italia. Torino 1951.
- Il giorno del giudizio: donata. Vallencchi, Firenze 1952.
- Inchiesta segreta. Gherardo Casini Editore, Rom 1953.
- Inchiesta segreta. Rom 1953.
- Gustave Flaubert, Mario Matucci, Giovanni Battista Angioletti, Enzo Fischetti, Paola Angioletti: Opere. G. C. Sansoni, Firenze 1953.
- Voltaire, Giovan Battista Angioletti: Romanzi e racconti filosofici. Rom 1955.
- Giobbe uomo solo. Mailand 1955.
- L’anatra alla normanna. Milano 1957.